# West-Duits voetbalkampioenschap 1923/24
In 1923/24 werd het zeventiende voetbalkampioenschap gespeeld dat georganiseerd werd door de West-Duitse voetbalbond.
Duisburger SpV werd kampioen en plaatste zich voor de eindronde om de Duitse landstitel. De club had een bye in de eerste ronde en ging meteen door naar de halve finale, waarin ze verloren van 1. FC Nürnberg.

## Deelnemers aan de eindronde
| Club                     | Gekwalificeerd als           |
| ------------------------ | ---------------------------- |
| Rheydter SpV 1905        | Rijnkampioen                 |
| TuRU 1880 Düsseldorf     | Kampioen van Bergisch-Mark   |
| Duisburger SpV           | Kampioen van Nederrijn       |
| Essener TB 1900          | Kampioen van Ruhr            |
| 1. FC Arminia Bielefeld  | Kampioen van Westfalen       |
| SV Kurhessen 1893 Cassel | Kampioen van Hessen-Hannover |
| Sportfreunde Siegen      | Kampioen van Zuidwestfalen   |

## Finaleronde
| Plaats | Club                     | Wed. | W | G | V | Saldo | Ptn  |
| ------ | ------------------------ | ---- | - | - | - | ----- | ---- |
| 1.     | Duisburger SpV           | 6    | 5 | 0 | 1 | 16:4  | 10:2 |
| 2.     | 1. FC Arminia Bielefeld  | 6    | 4 | 1 | 1 | 15:3  | 9:3  |
| 3.     | TuRU 1880 Düsseldorf     | 6    | 3 | 2 | 1 | 18:12 | 8:4  |
| 4.     | Rheydter SpV 1905        | 6    | 3 | 1 | 2 | 8:9   | 7:5  |
| 5.     | Essener TB 1900          | 6    | 2 | 2 | 2 | 9:6   | 6:6  |
| 6.     | Sportfreunde Siegen      | 6    | 1 | 0 | 5 | 4:20  | 2:10 |
| 7.     | SV Kurhessen 1893 Cassel | 6    | 0 | 0 | 6 | 2:18  | 0:12 |

|  | Kampioen, geplaatst voor nationale eindronde |